# Fontanetto Po
Fontanetto Po é uma comuna italiana da região do Piemonte, província de Vercelli, com cerca de 1.233 habitantes. Estende-se por uma área de 23 km², tendo uma densidade populacional de 54 hab/km². Faz fronteira com Crescentino, Gabiano (AL), Livorno Ferraris, Moncestino (AL), Palazzolo Vercellese, Trino.

## Demografia
| Variação demográfica do município entre 1861 e 2011                               |
|                                                                                   |
| Fonte: Istituto Nazionale di Statistica (ISTAT) - Elaboração gráfica da Wikipedia |